# ミスパンテール
ミスパンテール（英：Miss Panthere）は、日本の競走馬。主な勝ち鞍は2017年・2018年のターコイズステークス(GIII)、2018年の阪神牝馬ステークス(GII)、京都牝馬ステークス(GIII)。馬名の意味は「女性＋豹（仏）。女豹」。

## 戦績

### デビュー前
2014年3月3日、北海道日高町の三城牧場（現「ヴェルサイユファーム」）で誕生。

### 2歳（2016年）
7月30日に札幌競馬場の新馬戦で鞍上四位洋文でデビュー。直線で大外一気の末脚を発揮して新馬勝ちを収めた。

### 3歳（2017年）
7ヶ月ぶりの実戦となったチューリップ賞では7番人気ながらメンバー中最速の上がり3F33秒7の末脚で追い込んで2着に入り、クラシックへの切符を獲得した。しかし、桜花賞(GI)は4番人気に推されながら16着、オークス(GI)は10着といずれも大敗し、春は結果を残すことができなかった。
ローズステークス10着の後、秋華賞(GI)に登録を行うも賞金不足で除外となり、代わりに出走した自己条件の清水ステークス(1600万下)で2勝目を挙げた。横山典弘と新たにコンビを組んだターコイズステークス(GIII)では、中団追走から直線で内の狭いスペースを縫って差し切り、重賞初制覇を果たした。

### 4歳（2018年）
年明け初戦の京都牝馬ステークス(GIII)では1番人気に推され、直線で外から差し切って重賞連勝となった。阪神牝馬ステークス(GII)ではこれまでとは一転してハナを切ってスローペースに持ち込み、2着レッドアヴァンセとの激しい叩き合いを制して重賞3連勝を達成した。レース後、鞍上の横山は「テンションが高いのが大きなところに向けて課題」としながらも、「（GIでも）いい競馬ができると思うので頑張りたい」と語った。5月13日のヴィクトリアマイルは道悪がこたえて5着に終わる。
秋に入り、府中牝馬ステークス9着、エリザベス女王杯12着と精彩を欠いたが、12月のターコイズステークスでは中団追走から直線で力強く抜け出して連覇を飾った。

### 5歳（2019年）
初戦の京都牝馬ステークス(GIII)では1番人気に推されたが5着に敗れる。その後、右前繋部の浅屈腱炎を発症したため現役を引退することになった。4月10日付で競走馬登録を抹消、引退後は当初北海道浦河町の辻牧場で繁殖牝馬となるも、同年10月29日にアメリカ合衆国へ輸出された。

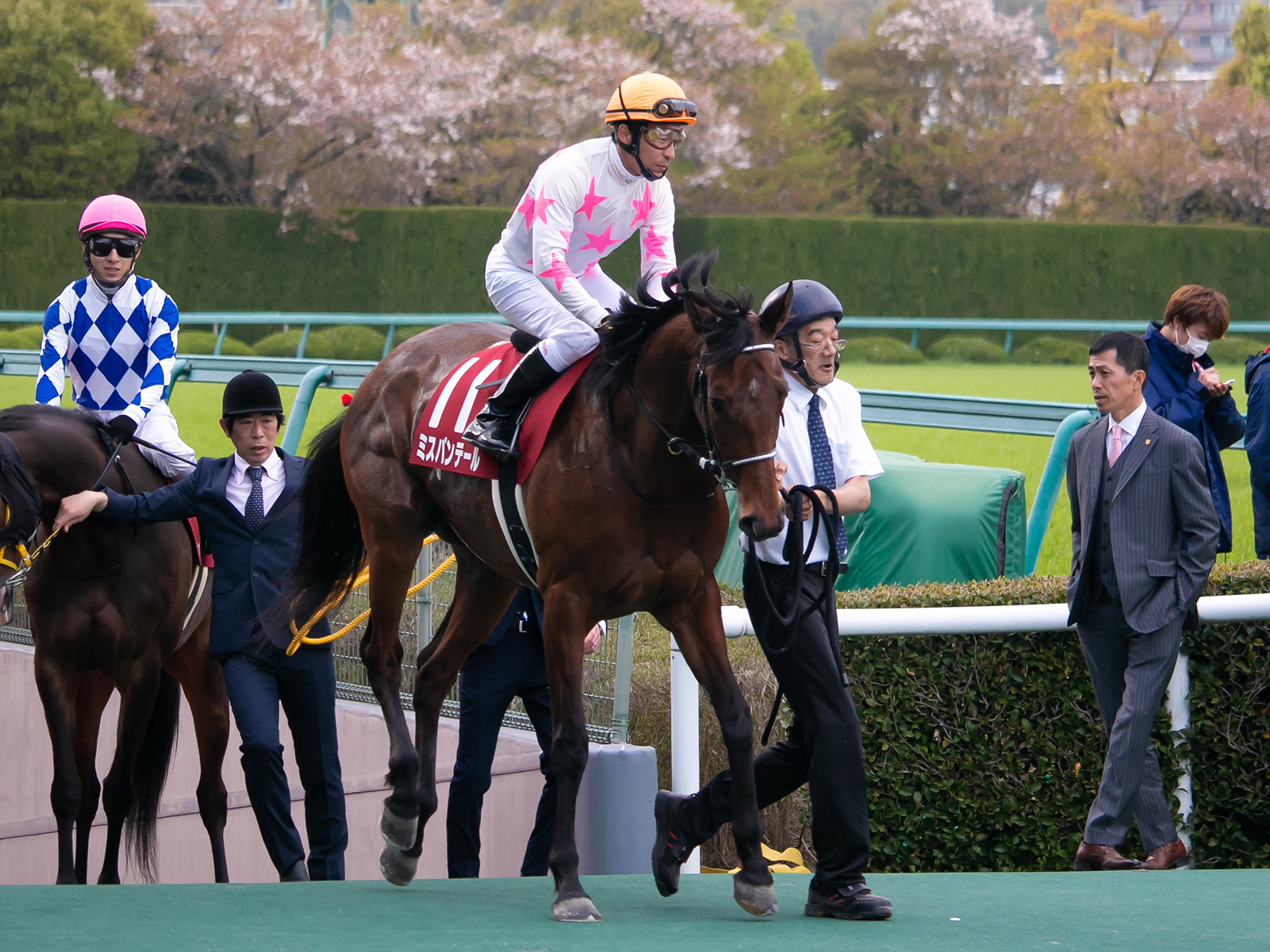
阪神牝馬ステークス本馬場入場
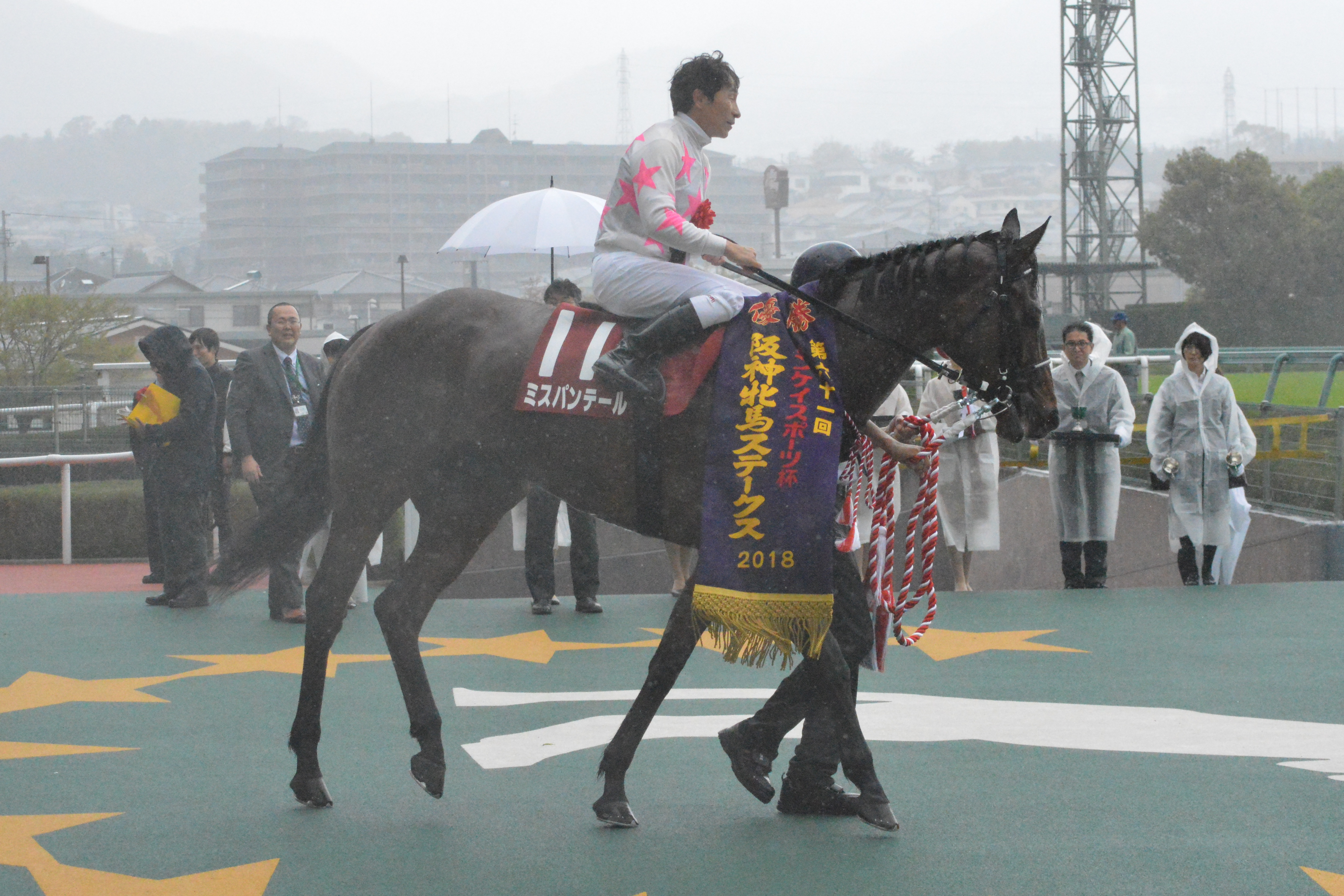
表彰式

## 競走成績
以下の内容は、netkeiba.comの情報に基づく。
| 競走日     | 競馬場 | 競走名             | 格       | 距離（馬場）  | 頭 数 | 枠 番 | 馬 番 | オッズ （人気） | 着順 | タイム （上がり3F） | 着差 | 騎手     | 斤量 [kg] | 1着馬（2着馬）         | 馬体重 [kg] |
| ---------- | ------ | ------------------ | -------- | ------------- | ----- | ----- | ----- | --------------- | ---- | ------------------- | ---- | -------- | --------- | ---------------------- | ----------- |
| 2016.07.30 | 札幌   | 2歳新馬            |          | 芝1500m（良） | 9     | 8     | 9     | 006.50（3人）   | 01着 | R1:32.9（34.1）     | -0.2 | 四位洋文 | 54        | （ユアスイスイ）       | 504         |
| 2017.03.04 | 阪神   | チューリップ賞     | GIII     | 芝1600m（良） | 12    | 6     | 7     | 052.50（7人）   | 02着 | R1:33.5（33.7）     | -0.3 | 四位洋文 | 54        | ソウルスターリング     | 496         |
| 0000.04.09 | 阪神   | 桜花賞             | GI       | 芝1600m（稍） | 17    | 8     | 16    | 015.80（4人）   | 16着 | R1:36.8（37.4）     | -2.3 | 四位洋文 | 55        | レーヌミノル           | 502         |
| 0000.05.21 | 東京   | 優駿牝馬           | GI       | 芝2400m（良） | 18    | 2     | 4     | 051.3（11人）   | 10着 | R2:25.7（35.6）     | -1.6 | 四位洋文 | 55        | ソウルスターリング     | 508         |
| 0000.09.17 | 阪神   | ローズS            | GII      | 芝1800m（良） | 18    | 2     | 4     | 062.0（13人）   | 10着 | R1:46.3（34.4）     | -0.8 | 四位洋文 | 54        | ラビットラン           | 508         |
| 0000.10.14 | 京都   | 清水S              | 1600万下 | 芝1600m（良） | 11    | 4     | 4     | 007.90（4人）   | 01着 | R1:35.2（33.3）     | -0.0 | 酒井学   | 51        | （レーヌドブリエ）     | 504         |
| 0000.12.16 | 中山   | ターコイズS        | GIII     | 芝1600m（良） | 16    | 4     | 8     | 012.60（5人）   | 01着 | R1:34.2（34.2）     | -0.0 | 横山典弘 | 53        | （フロンテアクイーン） | 500         |
| 2018.02.17 | 京都   | 京都牝馬S          | GIII     | 芝1400m（良） | 12    | 6     | 8     | 003.10（1人）   | 01着 | R1:23.0（34.1）     | -0.1 | 横山典弘 | 55        | （デアレガーロ）       | 506         |
| 0000.04.07 | 阪神   | 阪神牝馬S          | GII      | 芝1600m（良） | 13    | 7     | 11    | 008.40（4人）   | 01着 | R1:34.8（33.8）     | -0.0 | 横山典弘 | 54        | （レッドアヴァンセ）   | 506         |
| 0000.05.13 | 東京   | ヴィクトリアマイル | GI       | 芝1600m（稍） | 18    | 1     | 2     | 007.90（4人）   | 05着 | R1:32.6（33.7）     | -0.3 | 横山典弘 | 55        | ジュールポレール       | 504         |
| 0000.10.13 | 東京   | 府中牝馬S          | GII      | 芝1800m（良） | 11    | 8     | 11    | 011.90（5人）   | 09着 | R1:45.9（33.3）     | -1.2 | 横山典弘 | 55        | ディアドラ             | 506         |
| 0000.11.11 | 京都   | エリザベス女王杯   | GI       | 芝2200m（良） | 17    | 8     | 17    | 061.4（10人）   | 12着 | R2:14.0（35.3）     | -0.9 | 横山典弘 | 56        | リスグラシュー         | 514         |
| 0000.12.15 | 中山   | ターコイズS        | GIII     | 芝1600m（良） | 16    | 2     | 3     | 009.90（5人）   | 01着 | R1:32.7（35.0）     | -0.1 | 横山典弘 | 56        | （リバティハイツ）     | 512         |
| 2019.02.16 | 京都   | 京都牝馬S          | GIII     | 芝1400m（良） | 17    | 7     | 14    | 003.70（1人）   | 05着 | R1:21.5（34.7）     | -0.5 | 横山典弘 | 56        | デアレガーロ           | 514         |

## 繁殖成績
|       | 馬名           | 生年   | 性 | 毛色 | 父            | 馬主       | 厩舎       | 戦績           |
| ----- | -------------- | ------ | -- | ---- | ------------- | ---------- | ---------- | -------------- |
| 初仔  | ミスマテンロウ | 2021年 | 牝 | 鹿毛 | Into Mischief | 寺田千代乃 | 栗東・昆貢 | 4戦0勝（引退） |
| 2番仔 | マテンロウサン | 2022年 | 牡 | 鹿毛 | Into Mischief | 寺田千代乃 | 栗東・昆貢 | 4戦1勝（現役） |

- 2025年4月11日現在

## 血統表
| ミスパンテールの血統              | ミスパンテールの血統                                    | ミスパンテールの血統                                    | （血統表の出典）                                        | （血統表の出典）  |
| 父系                              | サンデーサイレンス系                                    | サンデーサイレンス系                                    | サンデーサイレンス系                                    | [ § 2 ]           |
| 父 ダイワメジャー 2001 栗毛       | 父の父*サンデーサイレンス Sunday Silence 1986 青鹿毛    | Halo                                                    | Hail to Reason                                          | Hail to Reason    |
| 父 ダイワメジャー 2001 栗毛       | 父の父*サンデーサイレンス Sunday Silence 1986 青鹿毛    | Halo                                                    | Cosmah                                                  |                   |
| 父 ダイワメジャー 2001 栗毛       | 父の父*サンデーサイレンス Sunday Silence 1986 青鹿毛    | Wishing Well                                            | Understanding                                           | Understanding     |
| 父 ダイワメジャー 2001 栗毛       | 父の父*サンデーサイレンス Sunday Silence 1986 青鹿毛    | Wishing Well                                            | Mountain Flower                                         |                   |
| 父 ダイワメジャー 2001 栗毛       | 父の母スカーレットブーケ 1988 栗毛                      | *ノーザンテースト                                       | Northern Dancer                                         | Northern Dancer   |
| 父 ダイワメジャー 2001 栗毛       | 父の母スカーレットブーケ 1988 栗毛                      | *ノーザンテースト                                       | Lady Victoria                                           |                   |
| 父 ダイワメジャー 2001 栗毛       | 父の母スカーレットブーケ 1988 栗毛                      | *スカーレットインク                                     | Crimson Satan                                           | Crimson Satan     |
| 父 ダイワメジャー 2001 栗毛       | 父の母スカーレットブーケ 1988 栗毛                      | *スカーレットインク                                     | Consentida                                              |                   |
| 母 エールドクラージュ 2005 青鹿毛 | 母の父*シンボリクリスエス 1999 黒鹿毛                   | Kris S.                                                 | Roberto                                                 | Roberto           |
| 母 エールドクラージュ 2005 青鹿毛 | 母の父*シンボリクリスエス 1999 黒鹿毛                   | Kris S.                                                 | Sharp Queen                                             |                   |
| 母 エールドクラージュ 2005 青鹿毛 | 母の父*シンボリクリスエス 1999 黒鹿毛                   | Tee Kay                                                 | Gold Meridian                                           | Gold Meridian     |
| 母 エールドクラージュ 2005 青鹿毛 | 母の父*シンボリクリスエス 1999 黒鹿毛                   | Tee Kay                                                 | Tri Argo                                                |                   |
| 母 エールドクラージュ 2005 青鹿毛 | 母の母ジョウノマチエール 1990 鹿毛                      | マルゼンスキー                                          | Nijinsky                                                | Nijinsky          |
| 母 エールドクラージュ 2005 青鹿毛 | 母の母ジョウノマチエール 1990 鹿毛                      | マルゼンスキー                                          | *シル                                                   |                   |
| 母 エールドクラージュ 2005 青鹿毛 | 母の母ジョウノマチエール 1990 鹿毛                      | ウメノシルバー                                          | *シルバーシャーク                                       | *シルバーシャーク |
| 母 エールドクラージュ 2005 青鹿毛 | 母の母ジョウノマチエール 1990 鹿毛                      | ウメノシルバー                                          | ストロングベビー                                        |                   |
| 母系(F-No.)                       | 1号族(FN:1-b)                                           | 1号族(FN:1-b)                                           | 1号族(FN:1-b)                                           | [ § 3 ]           |
| 5代内の近親交配                   | Hail to Reason4×5＝9.38％、Northern Dancer4×5＝9.38％、 | Hail to Reason4×5＝9.38％、Northern Dancer4×5＝9.38％、 | Hail to Reason4×5＝9.38％、Northern Dancer4×5＝9.38％、 | [ § 4 ]           |
| 出典                              | 1. 2. 3. 4.                                             | 1. 2. 3. 4.                                             | 1. 2. 3. 4.                                             | 1. 2. 3. 4.       |

- 牝系は明治40年(1907年)に小岩井農場がイギリスから輸入した基礎繁殖牝馬20頭の中の1頭であるフラストレート（Frustrate）に遡る[16]。
- 近親に1999年のオークス馬ウメノファイバー、2004年の京王杯スプリングカップ(GII)など重賞3勝のウインラディウスがいる[5]。